# Andreas Morscher
Andreas Morscher (* 23. Juli 1980) ist ein ehemaliger österreichischer Fußballtorwart, der heute als Torwarttrainer tätig ist.

## Spielerkarriere
Morscher begann seine Karriere beim FC Schwarzach. 2000 wechselte er zum FC Egg. 2003 wechselte er zum FC Dornbirn 1913. 2004 wechselte er zum Profiverein SC Austria Lustenau. Sein Profidebüt gab er am 6. Spieltag 2004/05 gegen den SC Untersiebenbrunn. Nach fünf Jahren verließ er die Lustenauer und wechselte in den Nachbarort zum Ligakonkurrenten FC Dornbirn 1913. Nach dem Abstieg der Dornbirner in den Amateurfußball 2010 blieb er ihnen erhalten. 2011 wechselte er wieder zum FC Schwarzach. 2013 kehrte er nach Lustenau zurück, doch im Februar 2014 wechselte er wieder nach Schwarzach. Nachdem er sechs Monate vereinslos gewesen war, wechselte er im Frühling 2015 ein drittes Mal nach Lustenau, kam dort jedoch nur zu vereinzelten Einsätzen in der zweiten und dritten Mannschaft, ehe er seine Karriere als Fußballspieler gänzlich beendete. 2019 absolvierte er noch ein Spiel für den FC Bizau, für den er in dieser Zeit auch als Torwarttrainer tätig war.
Sein Cousin Rene Morscher (* 1982) war ebenfalls als Fußballtorwart aktiv, brachte es jedoch nicht über den Amateurfußball hinaus.

## Trainerkarriere
Nachdem Morscher 2009/10 den Nachwuchsbetreuerlehrgang absolviert hatte, folgten in der Saison 2011/12 Trainerlehrgänge des Landesverbandes, sowie der Erhalt der ÖFB-Nat.-Torwarttrainer-Lizenz. 2012 wurde Morscher neben seinem Engagement beim FC Schwarzach Torwarttrainer der AKA Vorarlberg, an der er vor allem die U-18-Mannschaft trainierte. Sein dortiges Engagement lief bis zum Sommer 2018. Von 2013 bis 2016 war er unter Helgi Kolviðsson, Lassaad Chabbi und Mladen Posavec Torwarttrainer der Profimannschaft von Austria Lustenau. In der Saison 2016/17 war er Torwarttrainer beim FC Schwarzach und übernahm nach einer Saison die gleiche Tätigkeit beim FC Bizau. Nach drei Spielzeiten in Bizau wurde er im Sommer 2020 als Torwarttrainer des FC Dornbirn vorgestellt.